# Vitglanssnäcka
Vitglanssnäcka (Nesovitrea petronella) är en snäckart som först beskrevs av L. Pfeiffer 1853.  Vitglanssnäcka ingår i släktet Nesovitrea, och familjen glanssnäckor. Arten är reproducerande i Sverige.